# Notoxus arizonensis
Notoxus arizonensis är en skalbaggsart som beskrevs av Henry Clinton Fall 1916. Notoxus arizonensis ingår i släktet Notoxus och familjen kvickbaggar. Inga underarter finns listade i Catalogue of Life.